# Allende (Sonora)
Allende, o también nombrado El Dieciocho o Colonia Allende, es un ejido del municipio de Cajeme ubicado en el sur del estado mexicano de Sonora, en la zona del valle del Yaqui. Según los datos del Censo de Población y Vivienda realizado en 2020 por el Instituto Nacional de Estadística y Geografía (INEGI), Allende (El Dieciocho) tiene un total de 1580 habitantes.

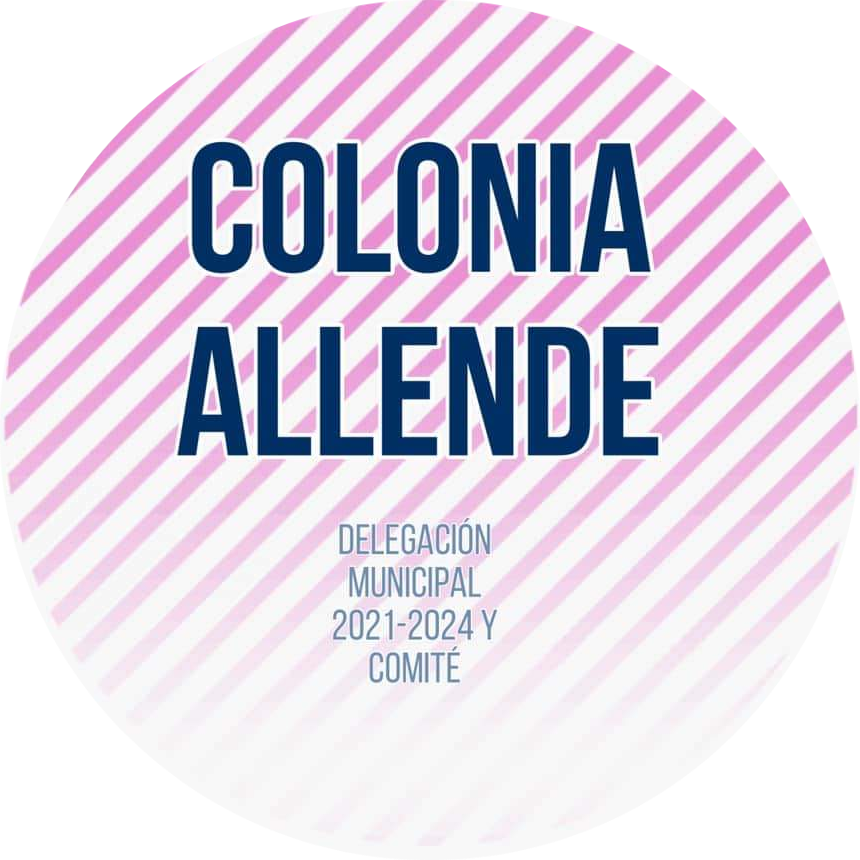
Logotipo del periodo administrativo 2021-2024 de la delegación de Allende.

## Geografía
Allende se sitúa en las coordenadas geográficas 27°11′30″ de latitud norte y 109°54'37" de longitud oeste del meridiano de Greenwich, a una elevación de 22 metros sobre el nivel del mar.
El ejido es catalogado como una delegación, bajo el cargo de la comisaría de Marte R. Gómez.